# 조순창
조순창(1980년 11월 2일 ~ )은 대한민국의 배우이다.

## 학력
- 1999년 ~ 2001년 서울예술대학교

## 출연

### 방송

#### 드라마
- 2003년 KBS 1TV 《무인시대》 - 튀르크 야인 역
- 2005년 MBC 《신돈》 - 사류 역
- 2010년 KBS 2TV 《KBS 드라마 스페셜 연작 시리즈 - 락 락 락》 - 황태순 역
- 2014년 KBS 1TV 《정도전》 - 이숙번 역
- 2015년 KBS 1TV 《징비록》 - 정운 역
- 2016년 TvN 《굿 와이프》 - 교통경찰 역
- 2020년 KBS 1TV 《기막힌 유산》 - 가짜 차정건/진짜 이경호 역
- 2021년 KBS 1TV 《태종 이방원》 - 회안대군 이방간 역

### 영화
- 2013년 《원룸》 - 고사장 역
- 2020년 《미스터 보스》 - 앙드레진 역

### 공연

#### 연극
- 《아름다운 침묵》
- 《따라지의 향연》
- 2007년 《햄릿》 - 앙상블 역
- 2011년 《청춘밴드》 - 강인 역

#### 뮤지컬
- 2000년 《모스키토》
- 2007년 《마리아 마리아》
- 2008년 《소리도둑》 - 앙상블 역
- 2008년 《햄릿》 - 프리스트 역
- 2008년 《노트르담 드 파리》 - 콰지모도 역
- 2009년 《연탄길》 - 남자 1 역
- 2010년 《몬테크리스토》 - 빌포트 역
- 2010년 《남한산성》 - 홍타이지 역
- 2010년 《삼총사》 - 리슐리외 역
- 2012년 《왕세자 실종사건》 - 왕 역
- 2012년 《락 오브 에이지》 - 스테이시 역
- 2013년 《잭 더 리퍼》 - 잭 역
- 2014년 《머더 발라드》 - 마이클 역
- 2014년 《조로》 - 라몬 역
- 2015년 《로빈훗》 - 길버트 역
- 2016년 《곤 투모로우》
- 2017년 《밑바닥에서》
- 2017년 《틱틱붐》
- 2017년 《서른즈음에》 - 중년 현식 역
- 2018년 《용의자 X의 헌신》
- 2018년 《풍월주》
- 2020년 《풍월주》
- 2022년 《첫사랑》
- 2022년 《용의자 X의 헌신》
- 2023년 《삼총사》

#### 오페라
- 2015년 《리타》 - 도니제티 역

## 수상
- 1999년 대학가요제 입상